# Sevran
Sevran é uma comuna francesa situada no departamento de Seine-Saint-Denis, região da Île-de-France.
Uma vez uma pequena vila da plaine de France, a comuna tem experimentado um desenvolvimento espetacular durante a década de 1960 e 1970, que quadruplicou sua população em menos de quarenta anos. A cidade abriga mais de uma parte do seu território o parque florestal da poudrerie nationale de Sevran-Livry.
Seus habitantes são chamados Sevranais.

## Geografia

### Localização

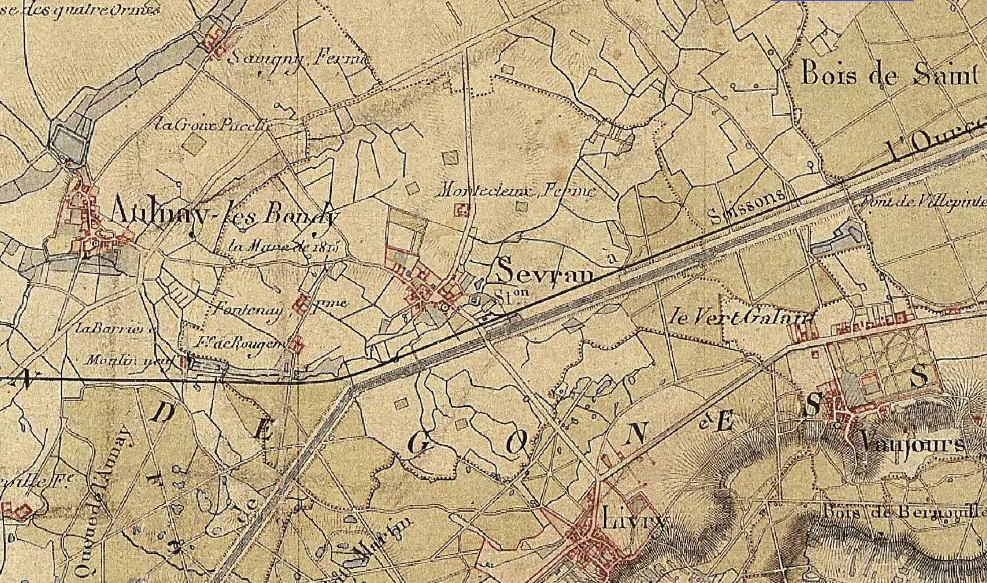
Sevran cerca de 1870 (carta do estado-maior).

A cidade de Sevran, está localizado a 18 km a nordeste de Paris, na parte sul altamente urbanizada da Planície de França. A cidade é construída nas margens do Morée, um pequeno rio hoje em grande parte canalizado e subterrâneo.

### Comunas limítrofes
A cidade é limítrofe das comunas de :
- Villepinte, a norte e a leste ;
- Aulnay-sous-Bois, ao oeste ;
- Vaujours ao sudeste ;
- Livry-Gargan, ao sul.

### Transportes

#### Transporte público
O município tem boas ligações com :

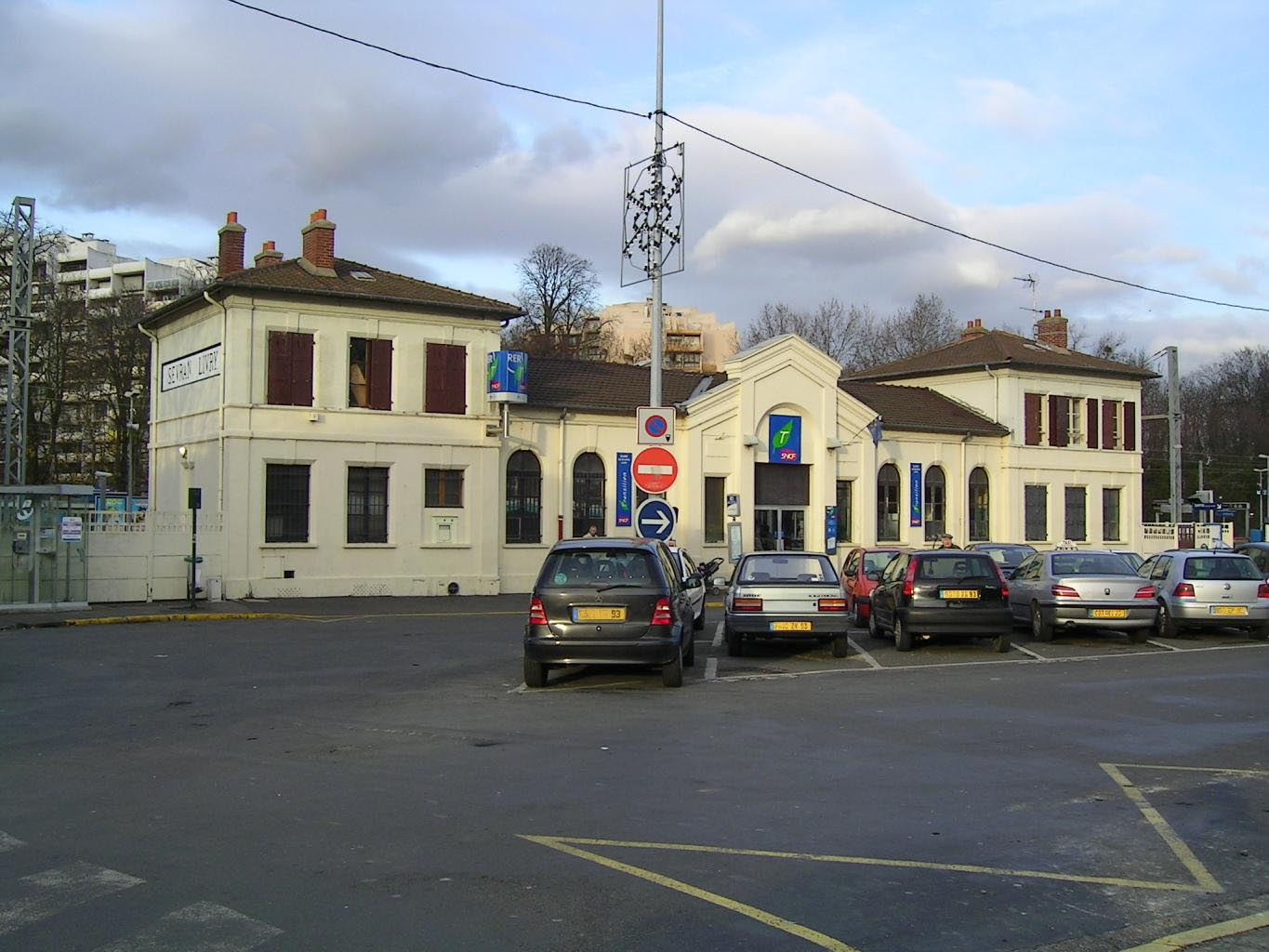
A estação ferroviária de Sevran - Livry

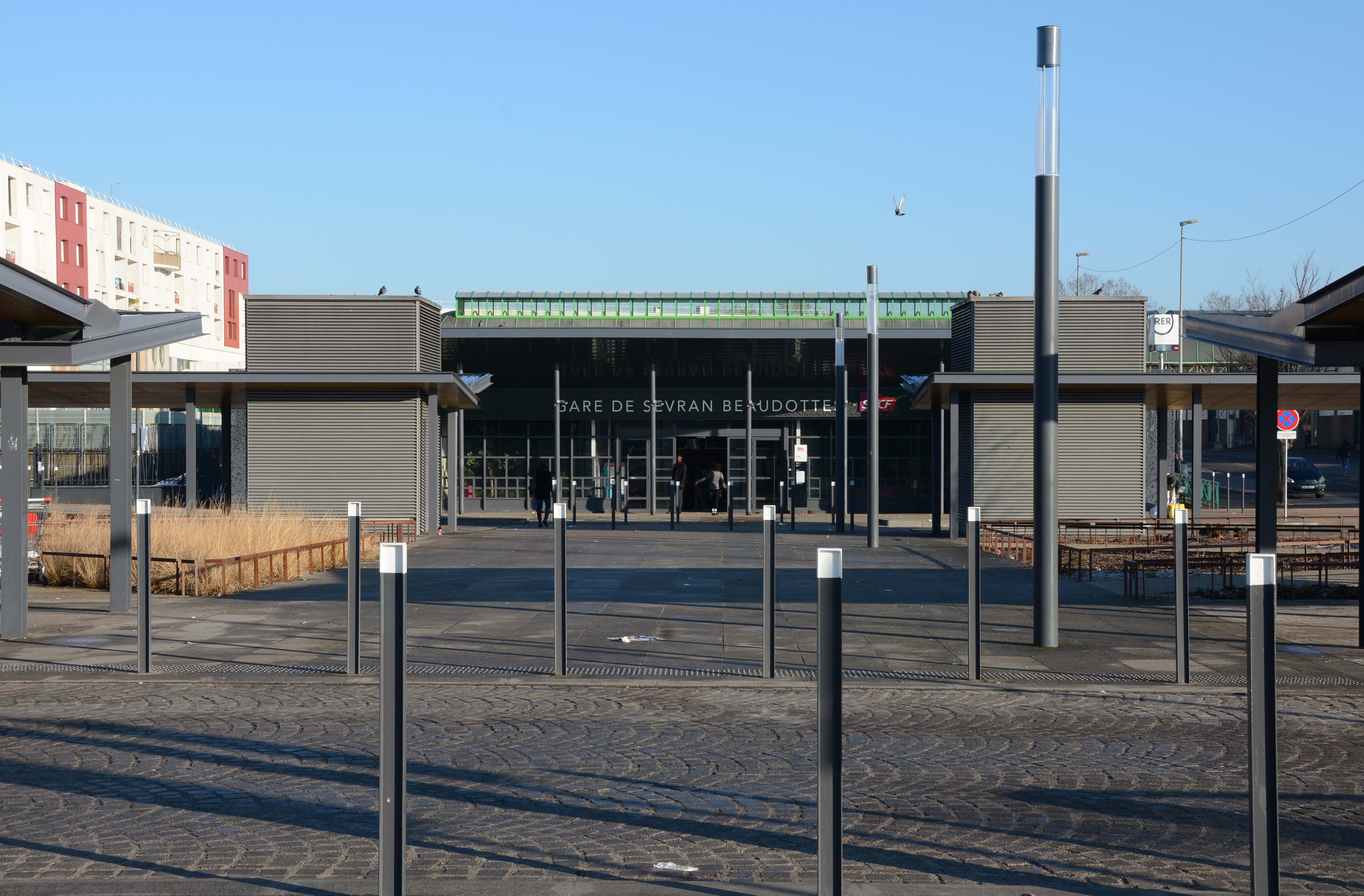
A estação ferroviária de Sevran - Beaudottes

- duas estações ferroviárias do RER B :
  - Sevran - Beaudottes ;
  - Estação Sevran - Livry ;
- duas estações do trem-tram T4 :
  - Rougemont - Chanteloup ;
  - Freinville - Sevran ;

Muitos projetos estão em andamento desde 2016 relacionados com o CDG Express e a melhoria da linha do RER B, o arranjo das duas estações Sevran-Beaudottes e Sevran-Livry, bem como seu ambiente.

## Toponímia
Antes do século VII, Sevran aparece sob o nome de Ceb.randa ou Caput Arantae (por restituições hipotéticas). Foi ao longo do século VII que apareceu a menção escrita da aldeia Ciperente ou Ceperente, no testamento da dama Ermentrude, então proprietária da região. Depois no século VIII, apareceu Ceverent. Os documentos permitem seguir a evolução etimológica : em 1089 Ceverencus/Ceverenco, em 1168 Ceverents, em 1237 Ceverent, em 1243 Cevran ou Cevrent, Cevren no século XIII e Sevran. No final do século XVIII, dois nomes permanecem : Cevran no século XVIII e Sevran. No final do século XIX e no início do século XX, aparece Sévran que se modificou em Sevran  por volta de 1780.
O abade Lebeuf, um sacerdote e historiador, nos lembra que o lugar é chamado Villa Picta a partir do metade do século IX e deduz-se que a origem do nome atual é incerto. Ele fornece uma ampla descrição, o que nos permite compreender a história e a geografia da cidade, aí neste momento. Aqui está um exemplo : "A paróquia de mesmo nome está situada a quatro léguas de Paris, no lado esquerdo da estrada de Meaux, na extremidade da planície ou das belas paisagens de trigo que é chamado o pays de France, onde veio o que para alguns é chamado Cevran en France que eles escrevem Sevran. O pequeno riacho que passa lá é chamado de Morée e toma a sua fonte em uma meia-milha de lá para Vaujours. Este país é cultivado em grãos, mas não se abunda que o lado de Aulnay, Villepinte e Tremblay, sendo ainda mais frio do que os territórios que eu tenho de nomear, não apareceu nenhuma maneira sem igual para a cultura da vinha, mas há prados e pastagens.".
A etimologia de Sevran não é estabelecida com certeza. O nome pode derivar de "severanum", que significa "campo de "Severus" ".

## História

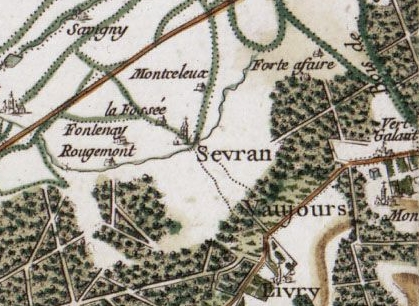
Sevran por volta de 1780 (Carta de Cassini).

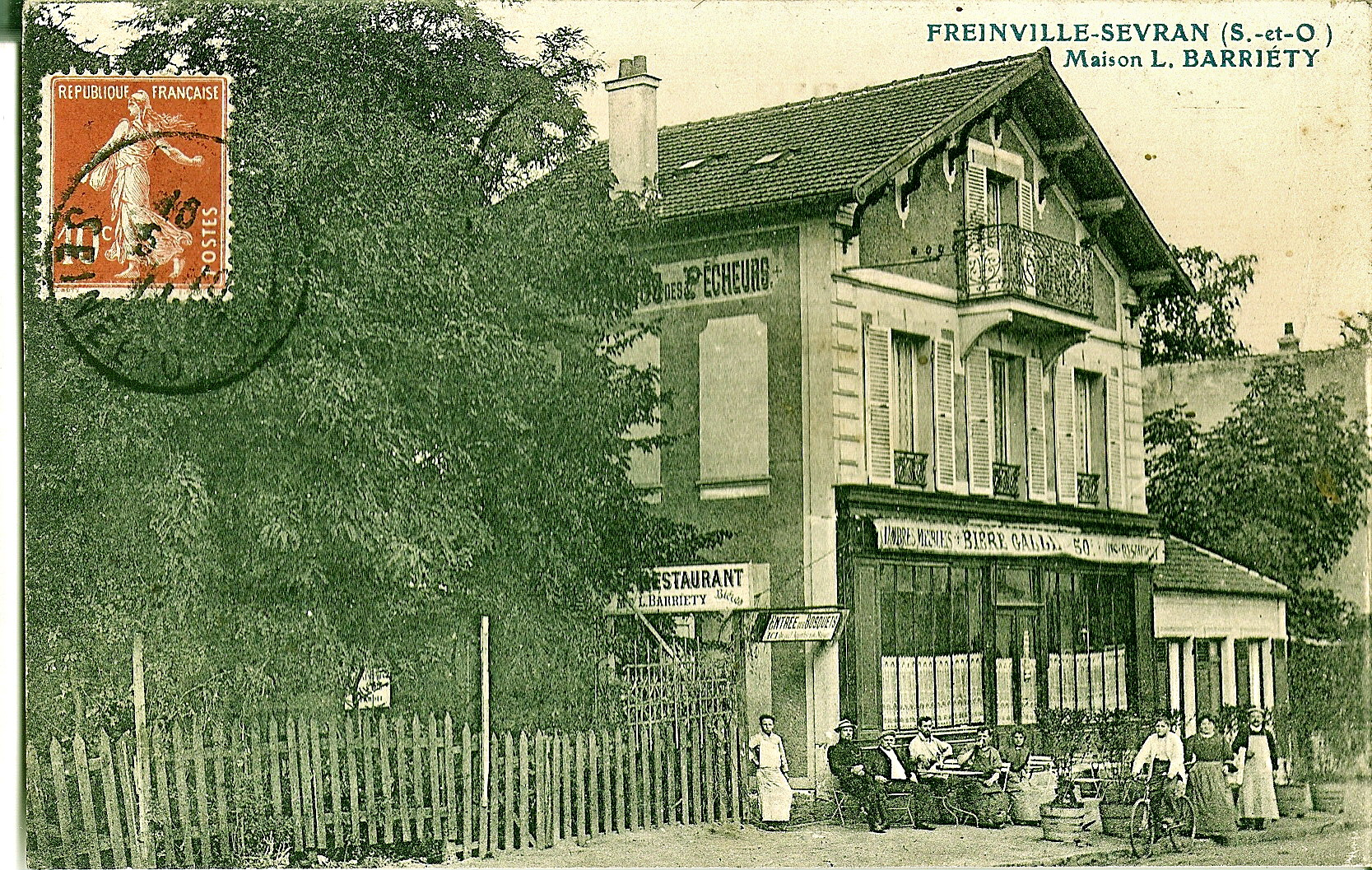
Um café ao ar livre, antes da Primeira Guerra Mundial.

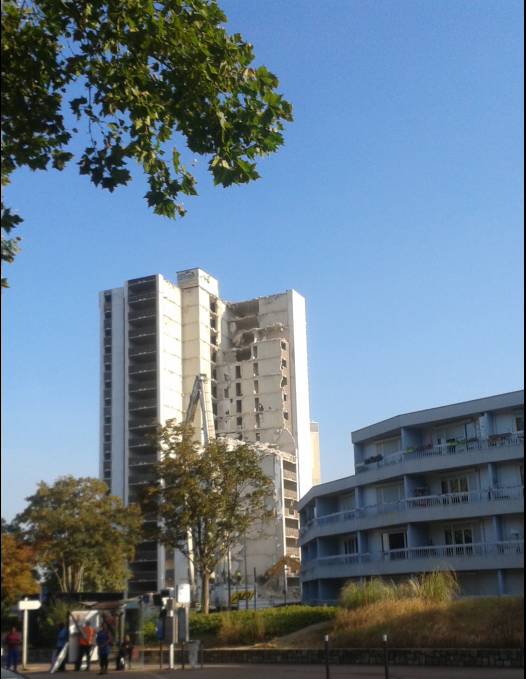
Demolição da tour Aurore

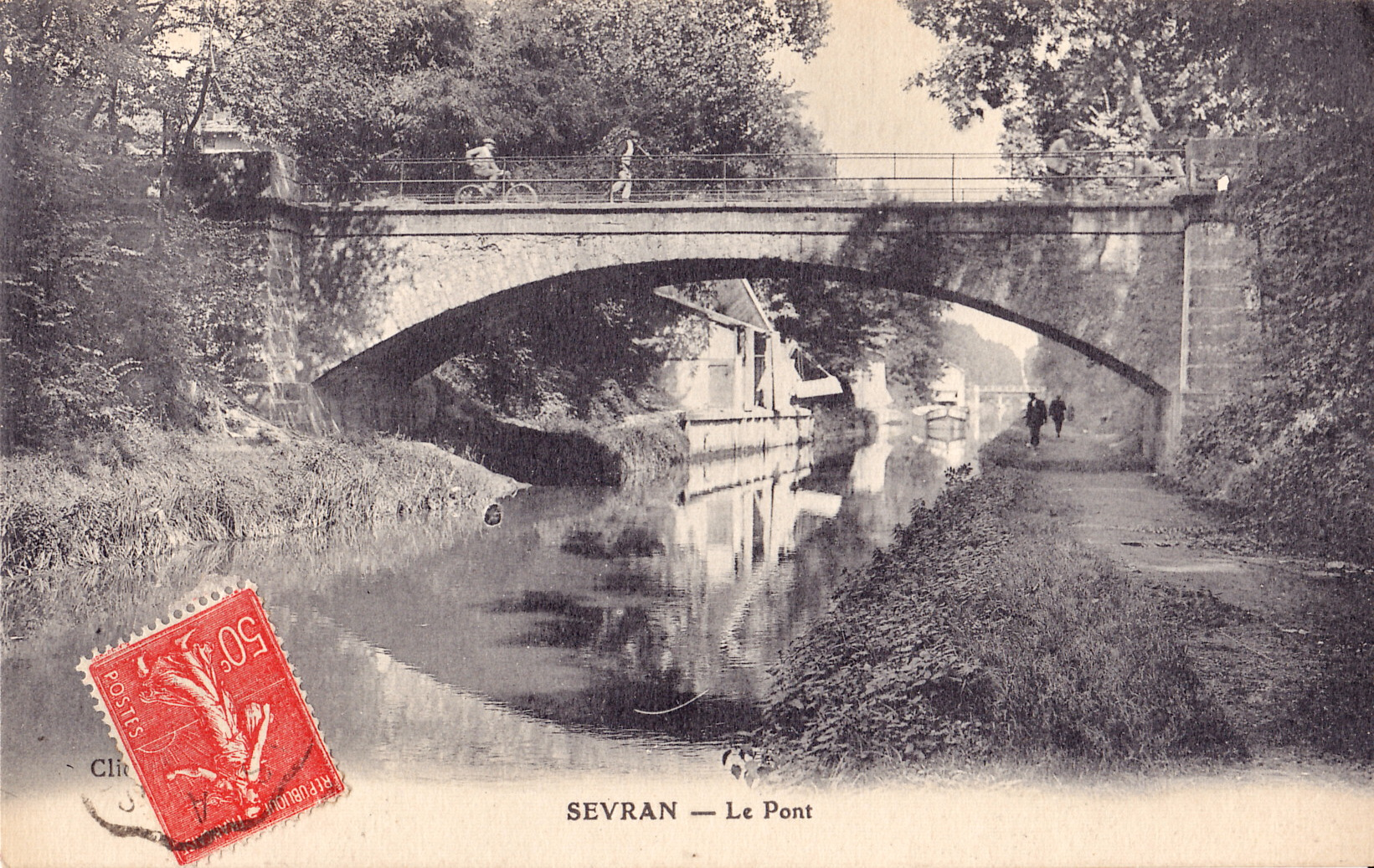
A ponte do Canal, na mesma época.

### Da Idade Média ao século XIX
No século VI, em seu testamento, Ermenthrude menciona Sevran. Assim, aparece a seguinte declaração : "Vinex predatura una sita in monte Blixata quem Leudefredocolit, Basilicae Sancti Martini Ciperente dari jubes", tradução do latim : "Eu quero doar para a basílica de Cevrent uma determinada parte da vinha situada no monte Blixa que é moldada por Eufroy.".
Escavações arqueológicas realizadas em 1984 pela Société historique du Pays de l'Aulnoye permitiram a descoberta de sepulturas merovíngias na igreja Saint-Martin.
Os beneditinos de Saint-Martin-des-Champs se instalaram em Sevran em 1060. Por volta de 1083, o feudo é o senhorio de Hugues de Dammartin, um vassalo do bispo de Paris. O domínio é então cedido para Saint-Martin que não se sustenta mais que o senhorio e a justiça.
A vila vivendo do cultivo de cereais conhece uma certa prosperidade econômica. Assim por volta de 1563, os monges concederam um direito de pastagem para todos os habitantes da aldeia. Mas nos séculos XVI e XVII, más colheitas fizeram períodos de carestia.
Em 1569, de Saint-Martin-des-Champs vende o senhorio de Sevran a Charles Maheut, notário do rei. A existência do feudo de Baudotte é atestado em 1577, quando foi vendido para o priorado de Saint-Nicolas d’Acy de Senlis (que dependia de Saint-Martin-des-Champs) a Jean Josselin e Charles Maheut. Com a morte do último, em 1587, seus bens foram divididos entre seus dois filhos, Valère e Michel ; assim em 1601, o feudo de Baudotte foi dividido em dois, de modo que agora é chamado de "Les Baudottes". Uma parte do feudo foi anexada ao feudo de Fossée em 1608 ; a outra parte, em contraste, continuou a se relevar diretamente ao senhorio de Sevran.
No século XVII, são Vicente de Paulo ficou vários anos na vila. Em 1643, o castelo de Sevran foi erigido em feudo.

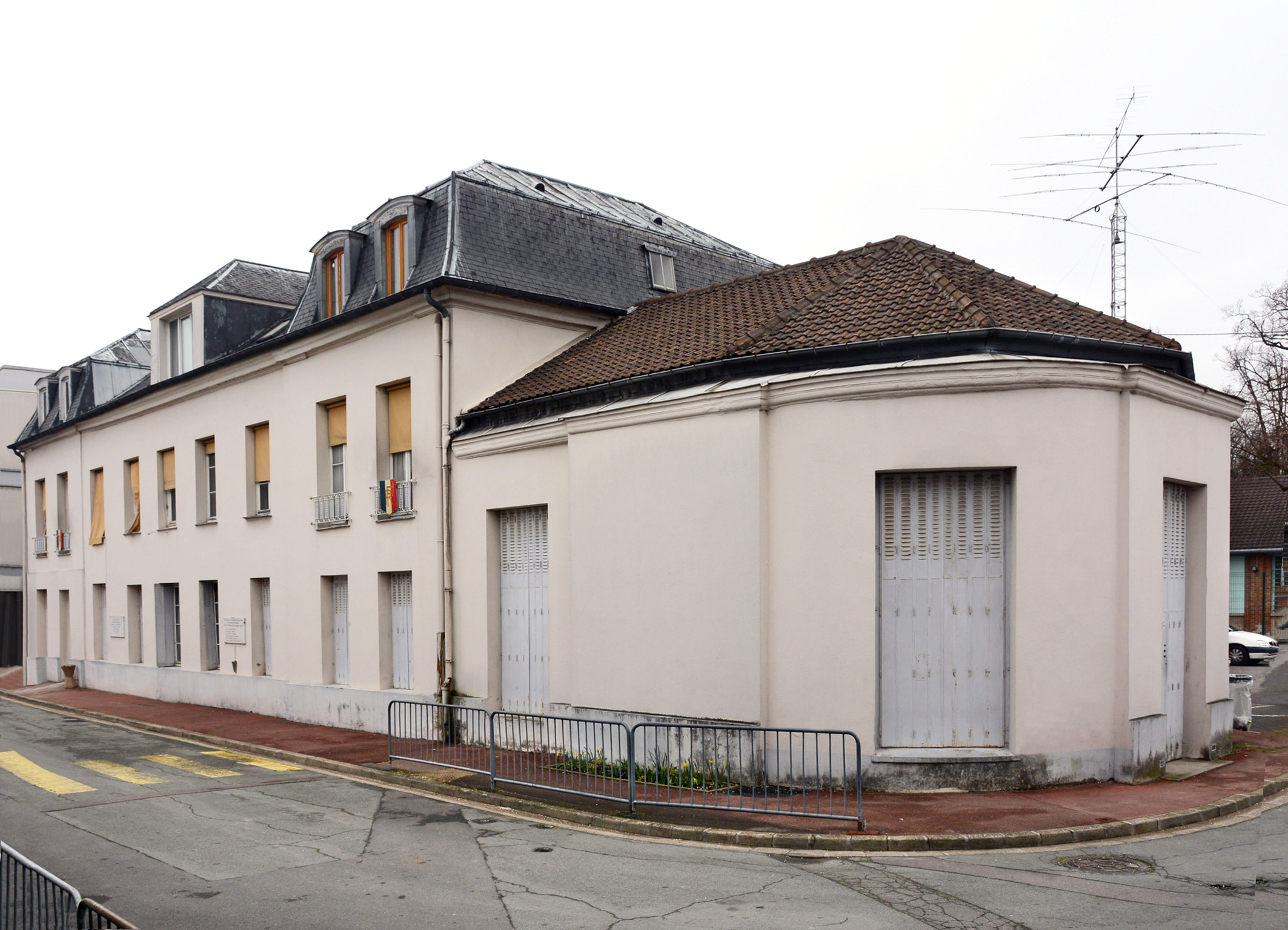
Antiga residência de Alfred Nobel e antiga prefeitura.

A Revolução Francesa não provoca qualquer mudança importante na vila. Em 1802, com o decreto de 29 do Floreal do Ano X Napoleão Bonaparte, então Primeiro cônsul, exigiu a abertura do canal de l'Ourcq. Ele passou uma noite no domaine du Fayet (antiga maison Nobel e depois antiga Prefeitura), então propriedade do marquês de Montaignac, quando ele passou pelos canteiros de obras da sua escavação. A abertura do canal foi realizada em 1822.
No século XIX, a construção do canal de Ourcq e, em seguida, para a ferroviária, mudando a fisionomia da cidade. Em torno destes dois eixos, muitas empresas se instalaram, oferecendo trabalho para novos habitantes : a poudrerie nationale de Sevran-Livry (1873), Westinghouse (1891) e Kodak (1925).

### Desde 1900
George Eastman decidiu de implementar sua atividade na França e escolheu Sevran. A usina abriu em 9 de março de 1925.
A guerra de 1870 foi a mais devastadora para Sevran. A cidade foi abandonada pelos seus habitantes : apenas três deles permaneceram e oito vieram com 360 que contava a comuna. Os bosque foram derrubados, a cidade totalmente destruída.
Durante a Segunda Guerra Mundial, a cidade abrigava muitos combatentes da resistência, incluindo Alfred Victor Lévy, André Bellamy, Francis Créno, Auguste Crétier abatido pelo inimigo em 26 de agosto de 1944, em frente à escola que leva no presente seu nome, Gaston Bussière (antigo prefeito da cidade). Todos eles foram fuzilados. Depois da debacle alemã, Sevran ganhou sua liberdade pelo sangue : muitos obuses explodiram na cidade, e causaram muitas vítimas. Em 28 de agosto de 1944, o centro de Sevran foi libertado pelas tropas americanas.
A partir da década de 1950, o norte da comuna conheceu uma forte urbanização. Os campos desapareceram gradualmente. Na década de 1970, a comuna incentivou a instalação de áreas comerciais e zonas industriais, como Beau Sevran e a área de atividades Irène-et-Joliot-Curie.

## Cultura e patrimônio

### Lugares e monumentos

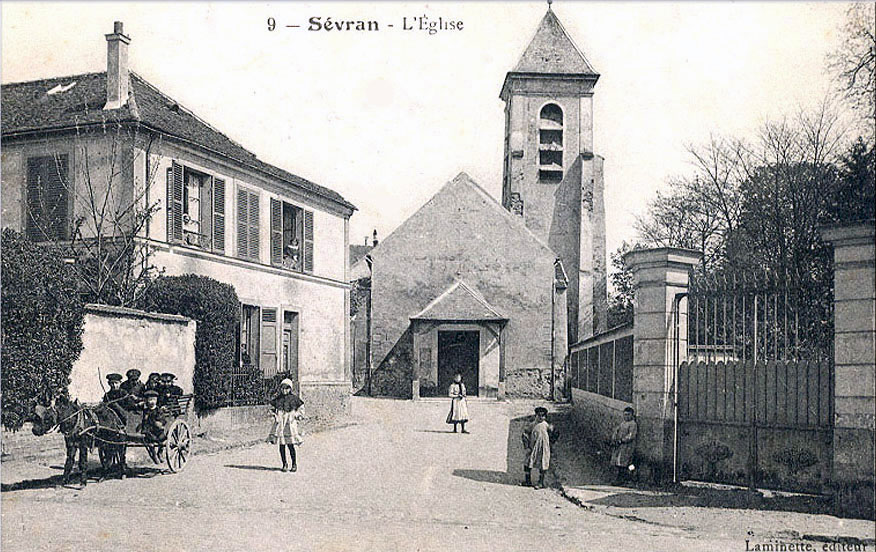
A igreja de Saint-Martin, por volta de 1900 - sino da igreja tocar 18h:

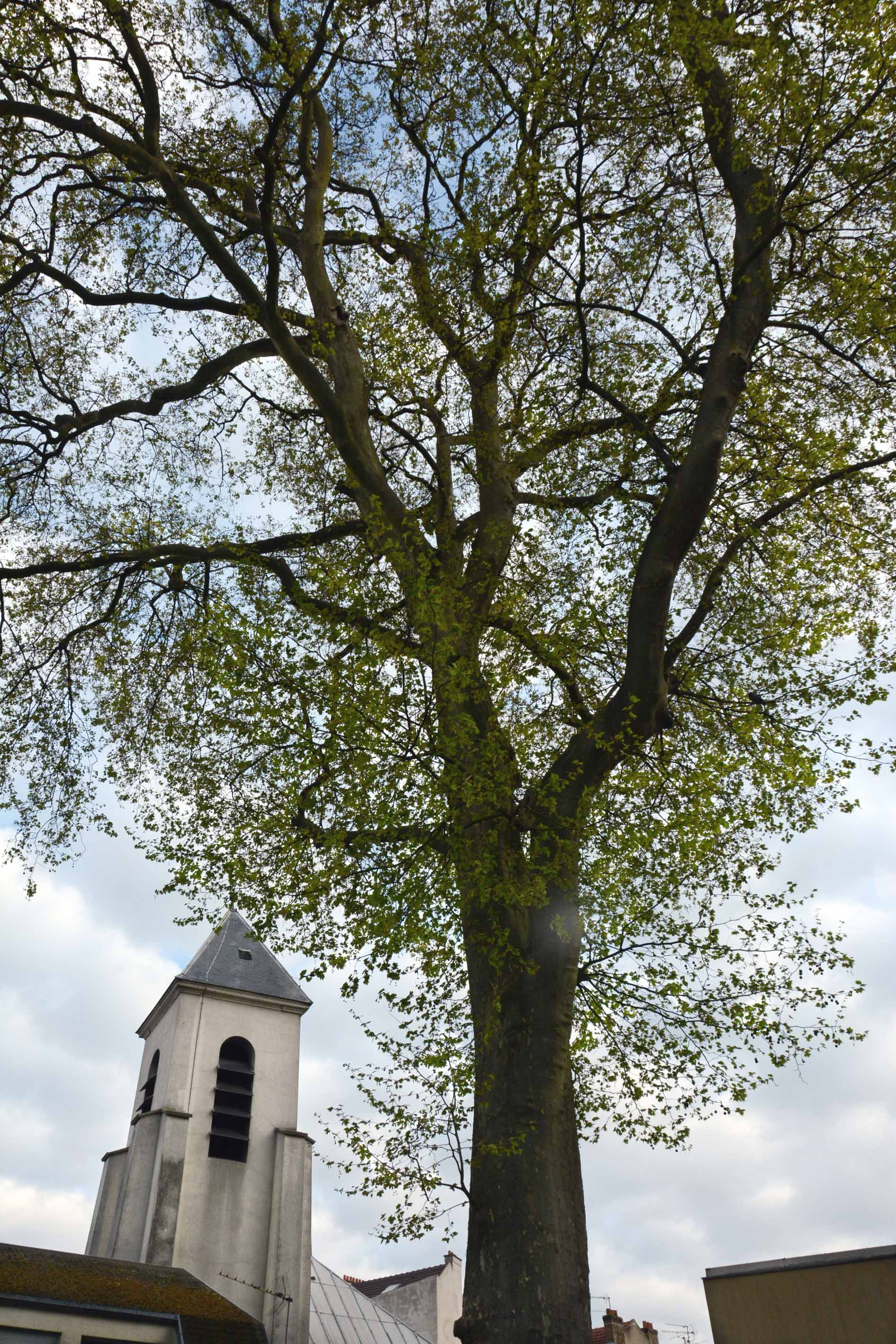
A árvore da Liberdade

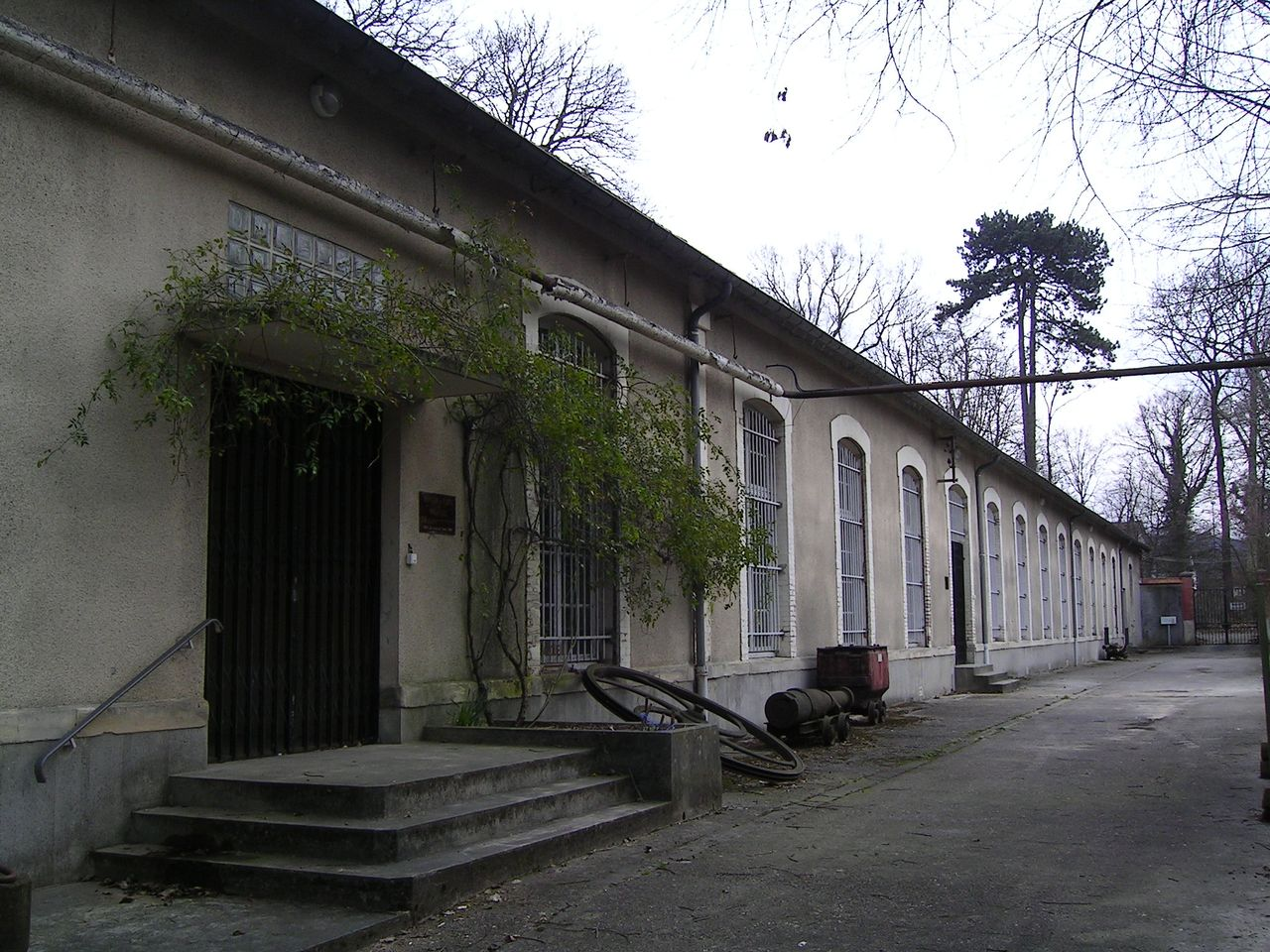
O musée de la poudrerie

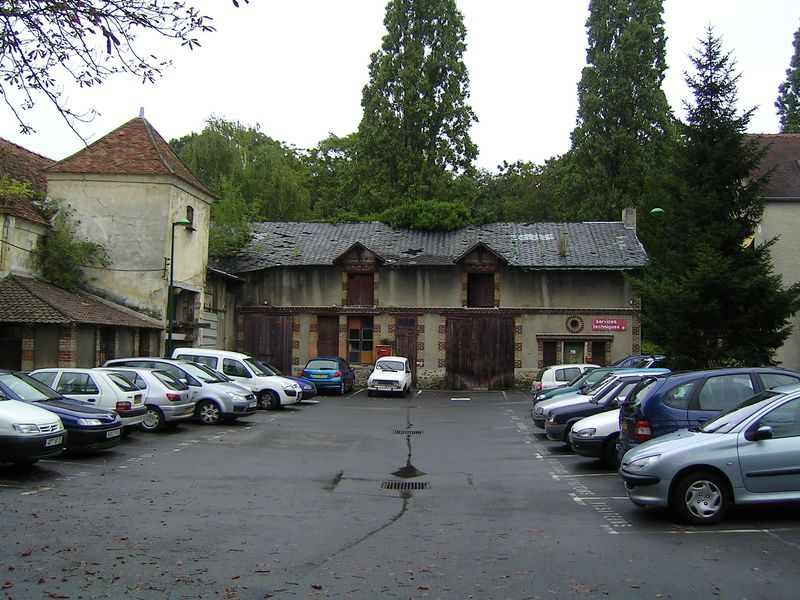
A fazenda do fossée

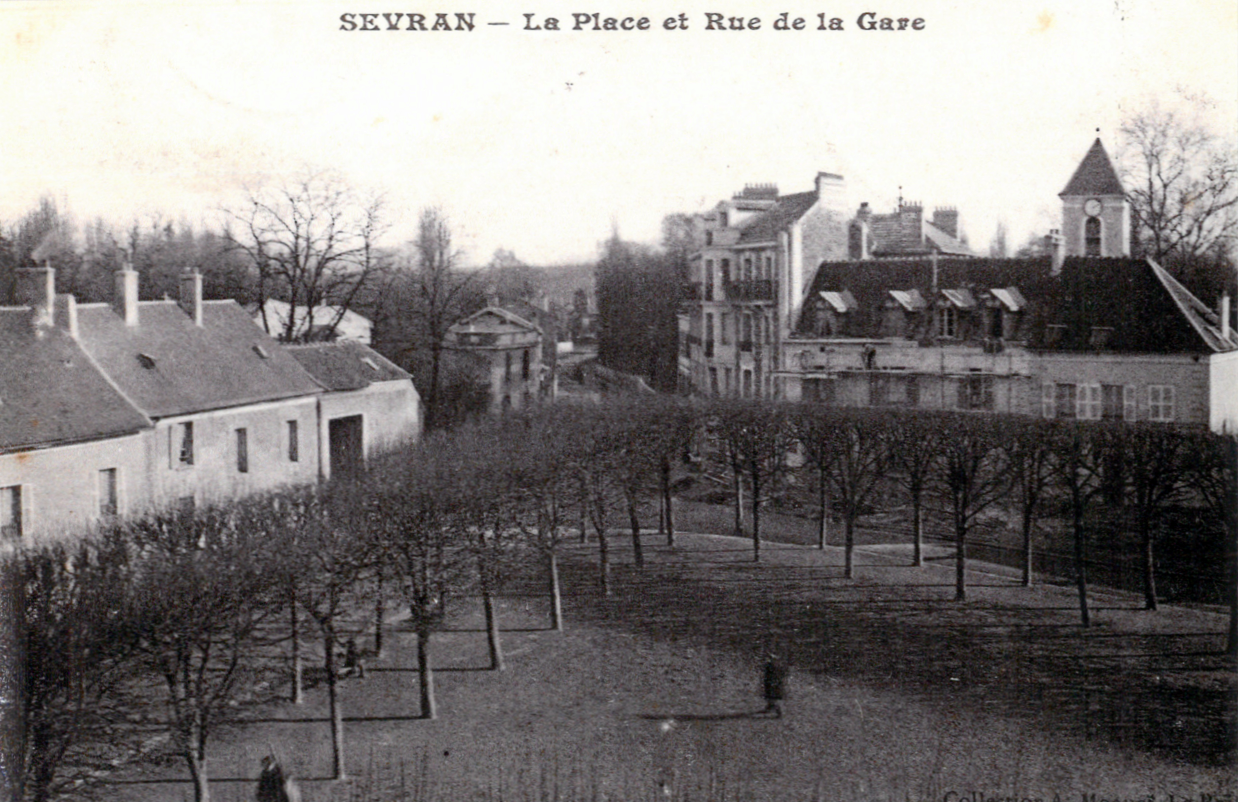
Praça da estação de Sevran.

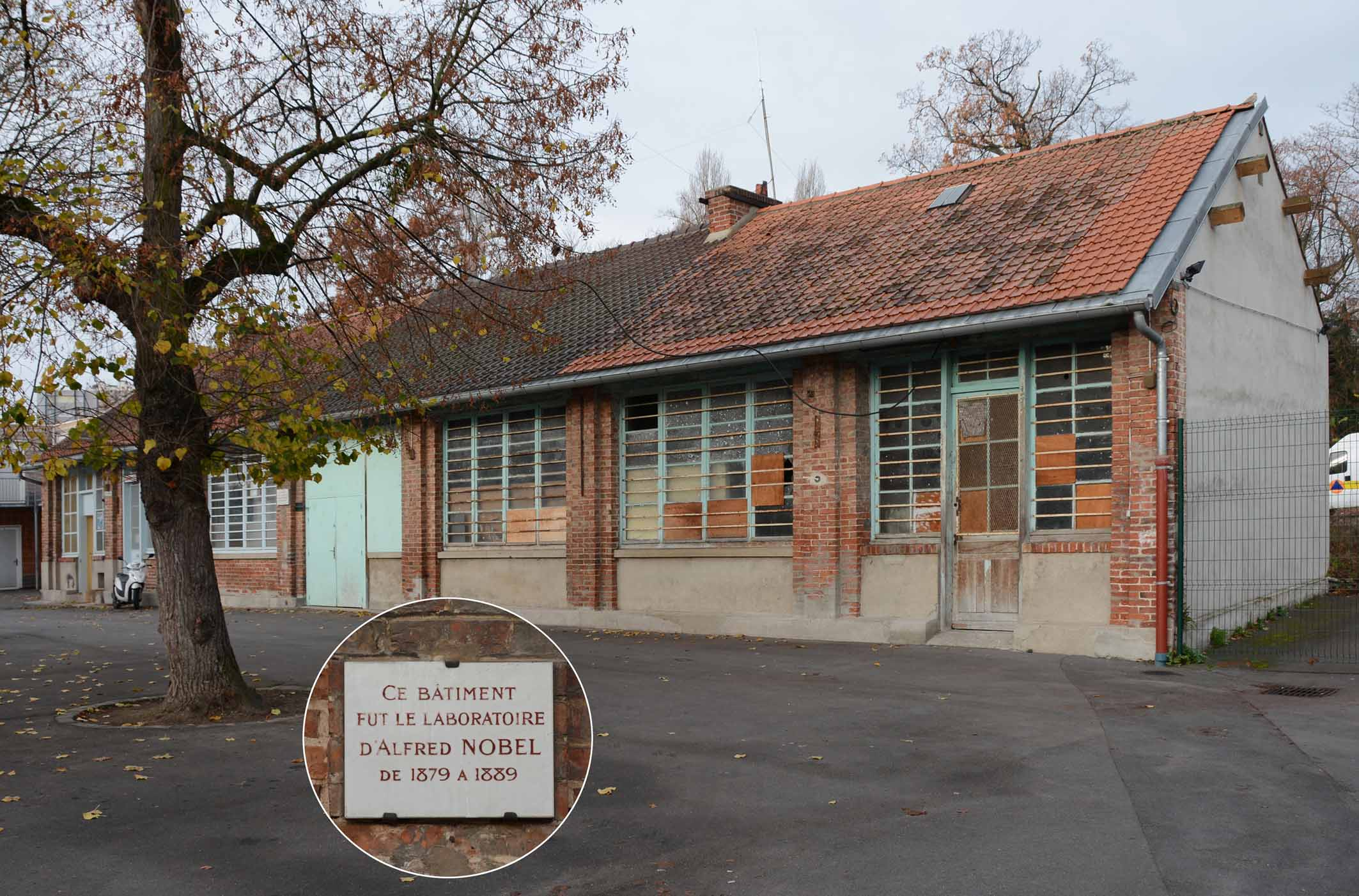
Oficina de Alfred Nobel

- A prefeitura é uma parte inseparável da primeira escola secular. Abrigou muitas personalidades. Alfred Nobel que, depois de se mudar para Paris em 1873 em uma mansão privada da avenue de Malakoff, buscava um lugar para instalar um laboratório perto de Paris. Ele adquire, em Sevran, o antigo château du fief du Fayet (onde a parte habitada é agora a atual prefeitura) localizado perto da Poudrerie nationale de Sevran-Livry.
- O Musée des Poudres foi inaugurado em 1982.
- As empresas sevranaises testemunhas do passado medieval e do passado agrícola do "Pays de France" (ferme de Rougemont, ferme de Montceleux, ferme des Beaudottes, ferme de Fontenay-le-Bel). Eles têm sido destruída ; somente a ferme de la Fossée (conhecida como Hamelin) foi mantida (avenue du General Leclerc). Le domaine de la Fossée :(agora conhecida como a bâtiment Louis-Armand  - avenue du General Leclerc), o feudo de la Fossée é citado como do início de 1552. Há também um fazenda do século século XVIII (conhecido como Hamelin), que é um importante indicador das grandes fazendas da plaine de France. Os estábulos do século XIX, de uma arquitetura muito simples, formam a ala direita da fazenda. Uma capela está localizada à direita na entrada no pátio.
- A antiga torre de Guarda : a torre é circular, do fim do século XIX permitido o monitoramento de toda a propriedade. Ele substitui provavelmente uma antiga torre construída nas muralhas do domínio.
- A igreja Saint-Martin.
- Le Khatchkar, monumento foi inaugurado em 18 de abril de 1999, dedicado às vítimas do genocídio armênio de 1915, está localizado no parc Badier, avenue de Livry.
- A árvore da Liberdade (rue Lucien-Sampaix) é um plátano de folhas de bordo, plantado em 1790 atrás da igreja de Saint-Martin, por ocasião das cerimônias comemorativas da Revolução. Hoje em dia, a árvore atinge uma altura de 29 metros, seu tronco tem uma circunferência de cinco metros.
- A igreja Sainte-Elisabeth de Freinville.

### Patrimônio Natural

#### Parques e espaços verdes
Sevran é uma cidade cheia de flores, tendo obtido duas flores no último concurso das cidades e aldeias floridas. Ela oferece aos seus 47 063 habitantes 88 hectares de espaço verde gerido pela comuna e 73 hectares pelo Office national des forêts :
- o parque Badier (avenue de Livry) ;

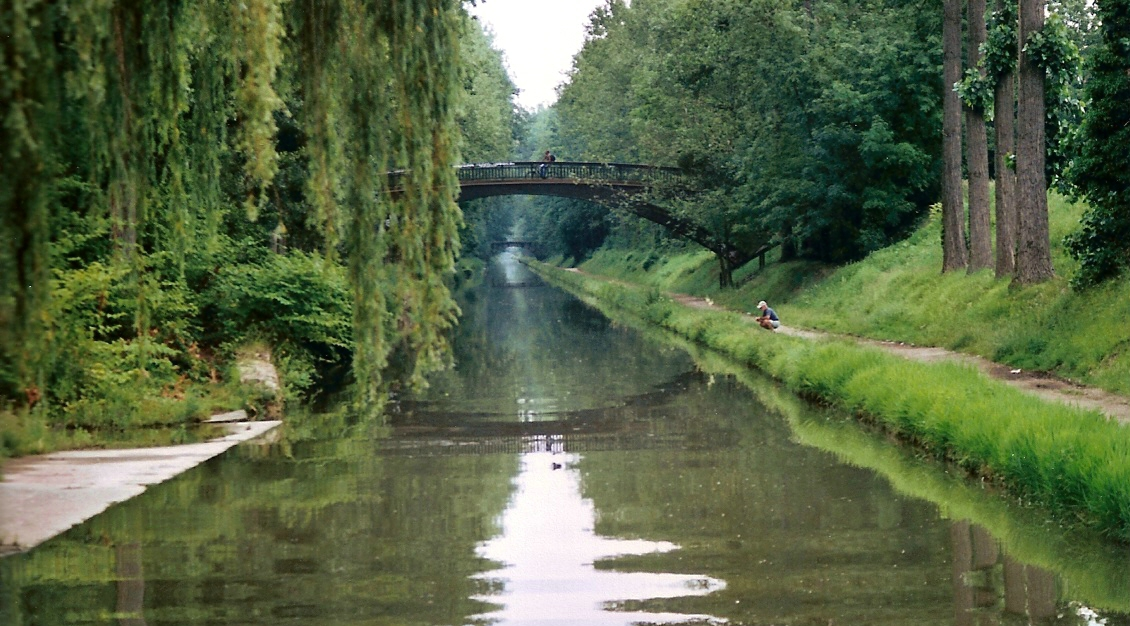
O canal de l'Ourcq no início do parque florestal de Sevran, vista para o oeste.

- o parc Louis-Armand (28, rue du General Leclerc). Em 2015, o parque passou por um curso de embelezamento. Naquele inverno, o rio foi limpo, cinco centenas de metros quadrados de terra foram ressemeados em grama. Três colmeias para promover a polinização foram instalados no mês de junho. A primeira safra de 2016 tem coletado vinte e nove quilogramas de mel ;
- o parc des Sœurs (rue Lucien Sportiss e d'Estienne d'Orves) ;
- a plaine des Cèdres (rue Kilian e Youri-Gagarine) ;
- a Roseraie (avenues André-Toutain, Dumont-d'Urville e Kilian) ;
- o jardin des Senteurs (avenue du Général-Leclerc e sente de Rougemont) ;
- la butte de Érables (avenues Ronsard e Salvador-Allende) ;
- o parc de la Ferme de la Butte-Montceleux (rue Gabriel-Péri) ;

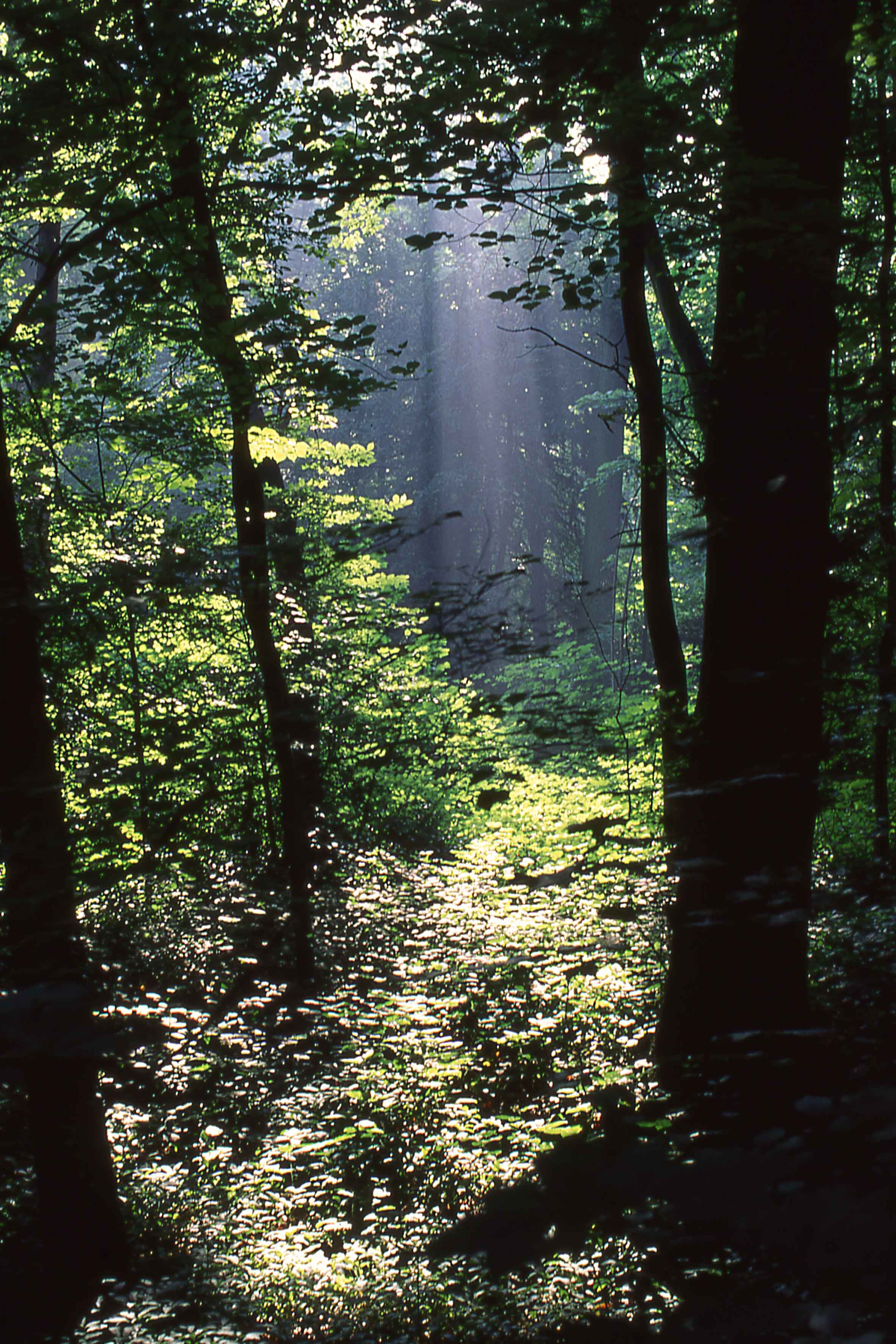
Sub-bosque no Parc de la Poudrerie de Sevran

- o parque florestal nacional de Sevran (Poudrerie nationale de Sevran-Livry) ;
- o parque regional de Tussion (que amplia o parque florestal nacional de La Poudrerie até a estação de Le Vert-Galant)
- la friche Kodak (aberto ao público desde agosto de 2013)[8]

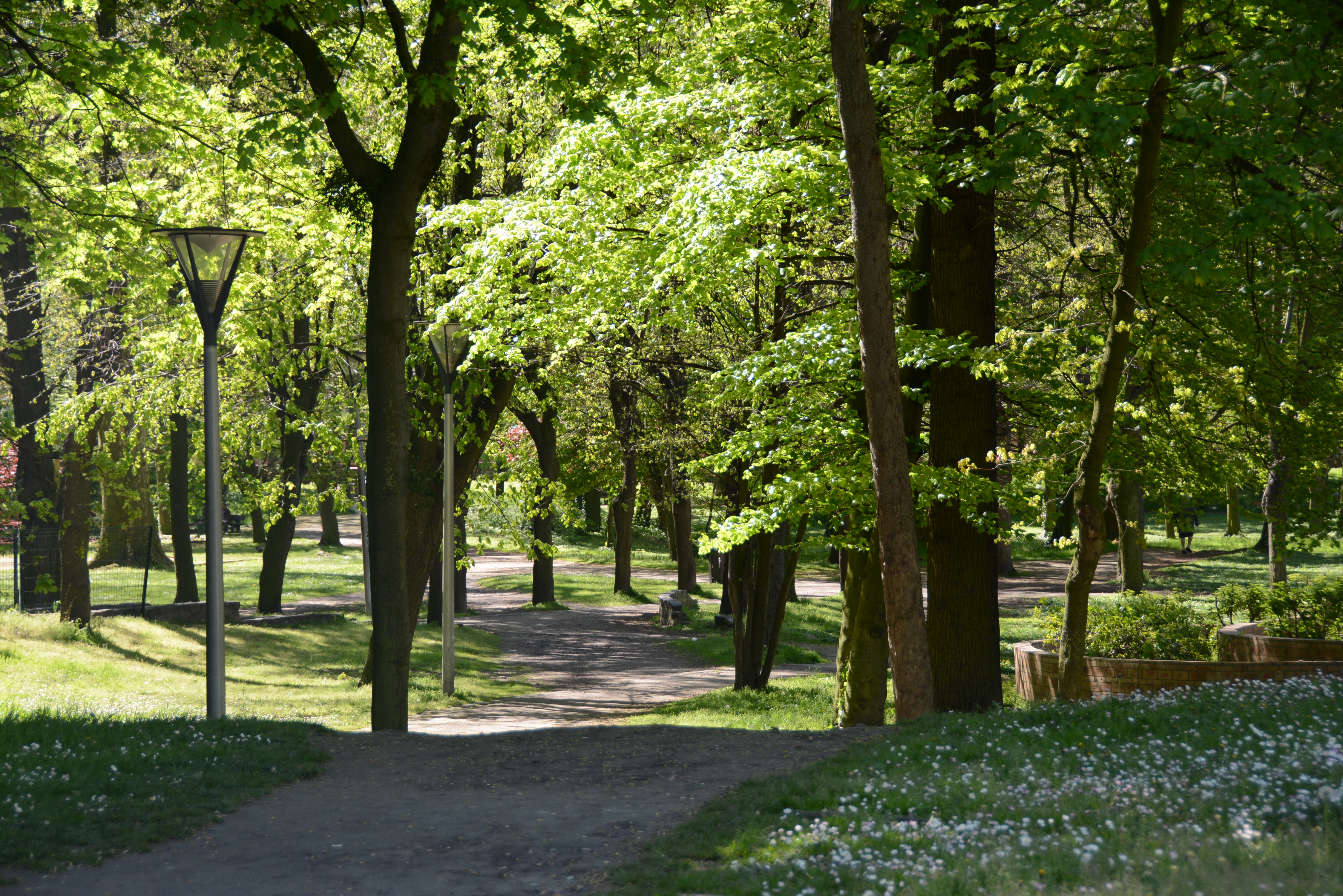
Parc des Sœurs.
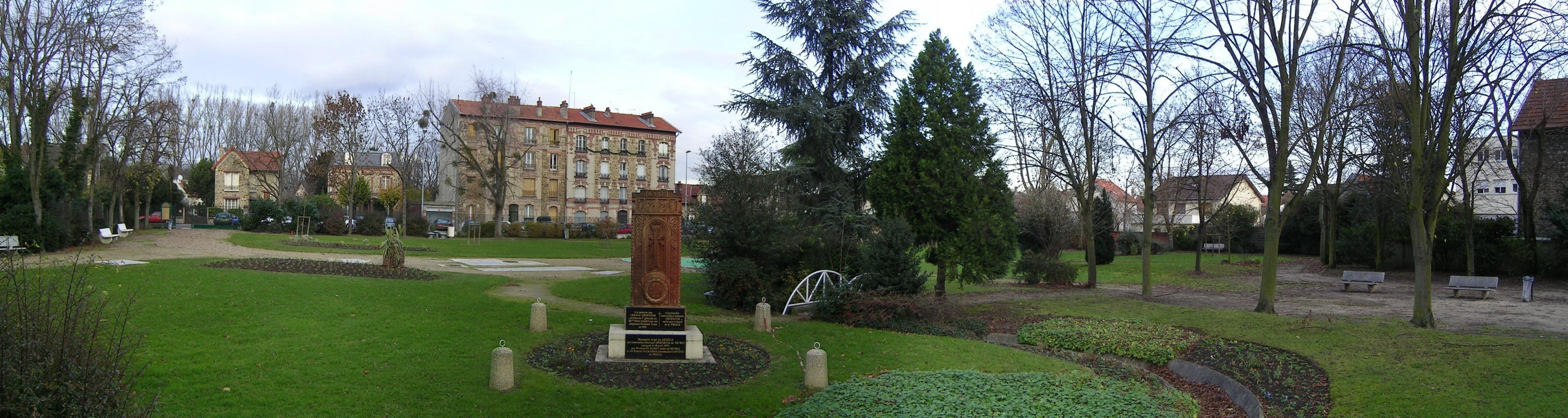
Parque Badier.

### Personalidades ligadas à comuna
- São Vicente de Paulo
- Charles-Louis d'Orléans
- Luís Filipe d'Orleães
- Napoleão Bonaparte
- Napoleão III
- Alfred Nobel
- Bakaye Traoré
- Christopher Oualembo
- Serge Aurier
- Antonythasan Jesuthasan